# Slobodan Cvetković
Slobodan Cvetković, cyr. Слободан Цветковић (ur. 28 czerwca 1974 w Nowym Sadzie) – serbski polityk, w latach 2023–2024 minister gospodarki.

## Życiorys
W 2001 ukończył studia na wydziale handlu i bankowości na prywatnej uczelni Univerzitet Braća Karić (którą założył Bogoljub Karić). W 2009 uzyskał na niej magisterium. Pracował na tym uniwersytecie jako nauczyciel akademicki. Kierował publicznym przedsiębiorstwem „Sportski centar” z Beočina. W latach 2004–2012 pełnił funkcję zastępcy sekretarza ds. kultury i informacji publicznej w rządzie Wojwodiny. W 2007 wstąpił do Socjalistycznej Partii Serbii. W 2012 stanął na czele struktur partii w Nowym Sadzie, powołany w skład zarządu w prowincji i zarządu krajowego. W 2013 został zastępca dyrektora instytutu działającego w sektorze rolnym. W 2014 powołany do zarządu agencji zarządzającej portami. W tym samym roku objął stanowisko dyrektora generalnego spółki Novosadski sajam zajmującej się organizacją wydarzeń (w tym jarmarków, kongresów czy wystaw).
We wrześniu 2023 został ministrem gospodarki w trzecim rządzie Any Brnabić. Urząd ten sprawował do maja 2024.